# Jul i Kapernaum
Jul i Kapernaum var SVT:s julkalender 1995,  och sändes i Kanal 1. Inledningarna bestod av kärnberättelsen och sluten bestod av några fristående dockserier. Samtliga historier utspelade sig i den fiktiva staden Kapernaum, med samma namn som den bibliska staden i Israel.

## Första halvan
Första halvan av adventskalendern innehöll kärnhistorien.

### Handling
Serien var en fantasymusikal som utspelades i den lilla staden Kapernaum som låg ovanför en begravd "stjärna" som många år tidigare hade fallit ner från skyn. Personerna i Kapernaum har alla hemligheter och mystiken ligger i luften. Den tioåriga föräldralösa flickan Amanda bor ensam i ett ruckel nära Tittutgränd och umgås med de vuxna i staden. Hon är nöjd med det hon har men saknar sina föräldrar väldigt mycket. Hon har hittat ett hemligt ställe att vara ifred på, men vad hon inte vet är att den platsen har många i Kapernaum sökt efter i århundraden. I Kapernaum bor även Krampus (Per Sandberg), en förvirrad man som knappt kan knäppa sin egen skjorta och som alltid skälls ut av sin schackspelande faster Innocentia. 

### Ramsan
När tiden är inne
för lugn i sinne
När staden skälver
och jorden gnäller
För julefrid
öppnar porten i tid
Den som ingen sakna
hämta stjärnan som vakna

### Om serien
Manuset är skrivet av Torbjörn E Jansson, och regisserade gjorde Tomas Löfdahl. Musiken till sångnumren i kalendern skrevs av Thomas Sundström och texterna av Lars In de Betou; den instrumentala titelmelodin (vinjetten) komponerades av Björn Isfält. Avsnitten var indelade i två olika program; första halvan var ett avsnitt i själva sagan om mysteriet med stjärnan, andra halvan utgjordes av Bio Rio, Fru Dito och Magister Munter; där avsnittet handlade om dockor på en biograf, skola och om tidsresor.
Serien spelades in i TV-huset i Stockholm och sändes i repris år 1999.

### Medverkande
- Eva Widgren – Amanda
- Stefan Ekman – Alfred Klopstock
- Per Sandberg – Krampus
- Lena-Pia Bernhardsson – faster Innocentia
- Peter Harryson – Assar Skoog
- Sara Lindh – Rosa
- Olle Söderlund – Viktor
- Robert Sjöblom – kung Sirius
- Bo W. Lindström – trollet
- Alicia Lundberg – berättare

## Andra halvan
Andra halvan av adventskalendern utgjordes delvis av dockor. Dockmakare var Eva Funck.

### Bio Rio
Manuset till Bio Rio skrevs av Hans Rosenfeldt och Erland Beskow. Beskow stod även för regi. I de avsnitt där dockorna var på bio (Bio Rio hette biografen) fick tittarna se en 10 minuter lång kortfilm, speciellt inspelad för just kalendern. Ett avsnitt handlade om att alla världens bollar demonstrerade emot att inte få äran för målen i världsmästerskapen. I ett annat var det om en tonårskille som ville höras och synas av sina förvirrande föräldrar. I det sista avsnittet handlade det om en julklapp som glömts bort i tomtarnas julverkstad. Bland de dockor som kom för att titta på bio hittar man bland annat Sidney som aldrig fick se filmen för att han alltid skulle hjälpa sin mamma med något inför julen. "Det är viktigt med traditioner", säger hans mamma.

### Magister Munter
Magister Munter är regisserad av Lars In de Betou efter manus av Anders Lundin. Där sågs magistern, vars röst gjordes av Lennart Jähkel, och de tre eleverna Stina, Beppe och Vilgot i klassrummet. Vilgot led i de flesta avsnitt av att vara kissnödig och frågade därför ofta: "Får jag gå på toaletten?". Ibland förstod inte magistern att han verkligen behövde gå på toaletten.

### Fru Ditos äventyr
Fru Ditos äventyr är regisserad av Leif Lindblom efter manus av Hans Rosenfeldt. Fru Dito, spelad av Pia Oscarsson, berättade i det första avsnittet, för dockorna Ludde, Smulan och Roger, om hur hennes man uppfann en tidsmaskin, som han tänkte överraska henne med. Hon reste till många platser och mötte många kända personer. Fru Dito var till exempel den som uppfann pyramiderna och den som hjälpte The Beatles att få den stil som de blev kända för.

### Medverkande
- Lennart Jähkel (röst) − magister Munter
- Pia Oscarsson − fru Dito
- Boman Oscarsson − fru Ditos man
- Claes Malmberg − grottman, viking, lille John, Jesus, cowboy, nisse
- Johan Ulvesson − grottman, Ballsa, viking, Robin Hood, Graham Bell, Leonaro Da Vinci, cowboy, tomte
- Jörgen Lantz − Ökenpiraternas ledare
- Reine Brynolfsson − Ringo Starr
- Svante Grundberg − Paul McCartney
- Sofie Dahlström (röst) − medverkade i Bio Rio
- Emil Wanngren (röst) − medverkade i Bio Rio
- Anna-Maria Samuelsson Käll (röst) − medverkade i Bio Rio
- Peter Sandberg (röst) − magister Munters elev
- Månika Priede (röst) − magister Munters elev
- Gustav Funck (röst) − magister Munters elev
- Sara Denward (röst) − lyssnade på fru Dito
- Lotta Gustafsson (röst) − lyssnade på fru Dito
- Bo W. Lindström (röst) − Ludde (lyssnade på fru Dito)

## Papperskalender

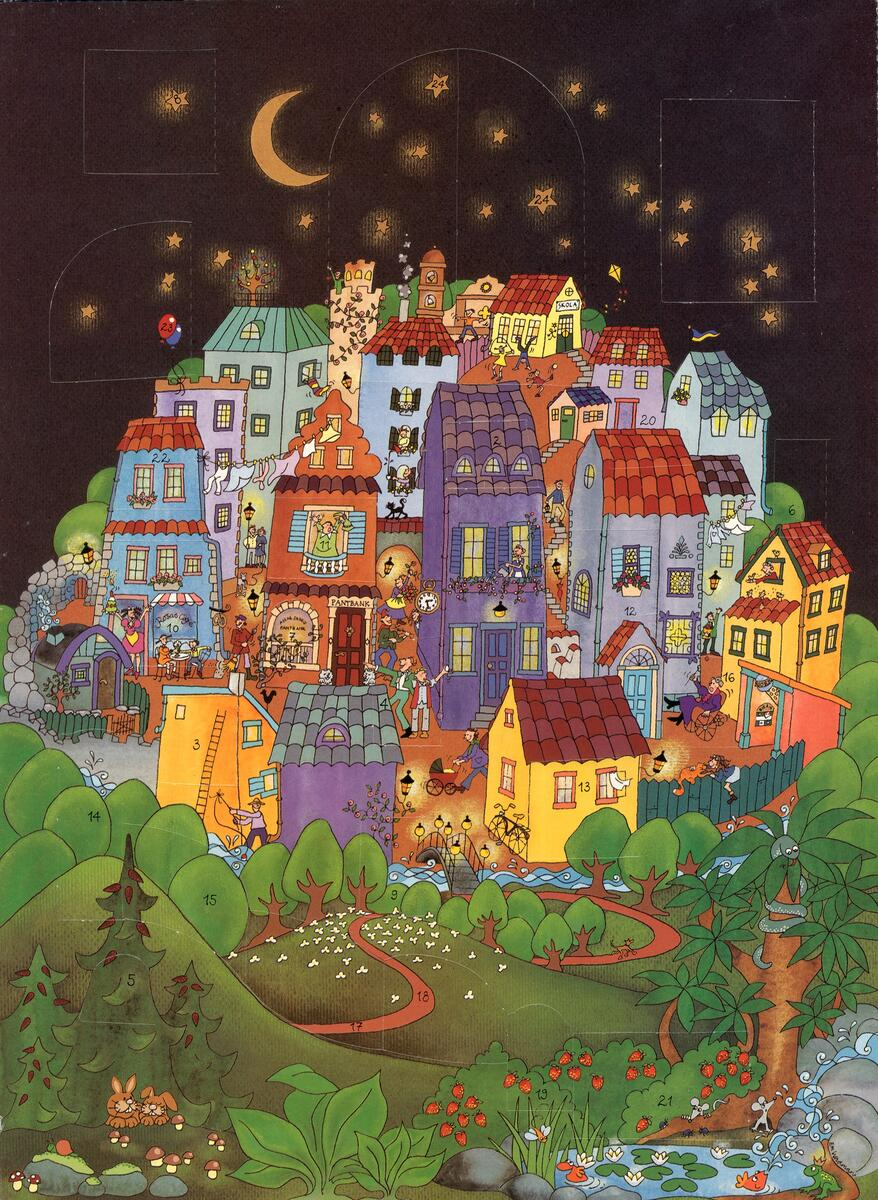
Papperskalendern

Kalendern ritades av Evamarie Wadman och visar staden Kapernaum om natten. Ingen traditionell vintermiljö förekommer, i stället grönskar träden bredvid husen.

## Utgivning och visningar
Serien utgavs 1997 på DVD och VHS.
VHS-utgåvan innehöll samtliga berättelser: huvudberättelsen, Bio Rio, Fru Dito och Magister Munter. DVD-utgåvan innehåller endast huvudberättelsen.
Jul i Kapernaum har varit publicerad i sin helhet i SVT:s Öppet arkiv.

### Fotnoter
1. ↑  ”Jultradition”. Arkiverad från originalet den 25 april 2012. https://web.archive.org/web/20120425112719/http://www.jultradition.se/tv.htm. Läst 2 april 2011.
2. ↑  När Var Hur 1999, Bokförlaget DN, sidan 379-381 - TV:s julkalender 1960-98
3. ↑  ”Julkalendrar”. Arkiverad från originalet den 27 oktober 2014. https://web.archive.org/web/20141027034237/http://helgo.net/emma/julkalendrar.php?y=1995&t=tv. Läst 2 april 2011.
4. ↑  ”Svensk mediedatabas”. http://smdb.kb.se/catalog/id/001407683. Läst 5 april 2011.
5. ↑  ”Jul i Öppet arkiv”. Öppet arkiv - Bloggen. 24 november 2018. Arkiverad från originalet den 2 mars 2021. https://web.archive.org/web/20210302205925/https://blogg.svt.se/oppet-arkiv/jul-%C3%B6ppet-arkiv/. Läst 31 januari 2019.